# معاداة حق اقتراع المرأة

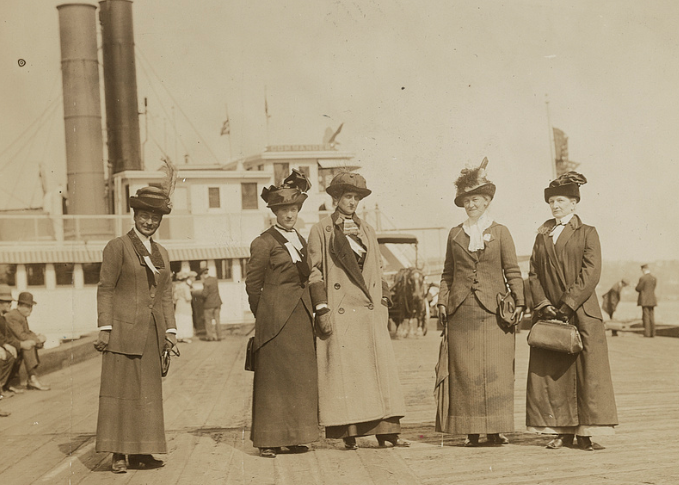

بدأت في أواخر القرن التاسع عشر حركة سياسية حملت اسم معاداة حق اقتراع المرأة، وضمت رجالًا ونساء، في حملة ضد حق النساء في التصويت في بلدان مثل أستراليا وأيرلندا وكندا والمملكة المتحدة والولايات المتحدة. كانت معاداة حق اقتراع المرأة حركة تقليدية إلى حد بعيد، سعت للحفاظ على الوضع الراهن للنساء، وعارضت فكرة منح النساء حقوق الاقتراع بالمساواة مع الرجل. ارتبطت الحركة بالنسوية المحلية، أي حصول المرأة على حقوقها داخل المنزل فقط. ويُشار إلى هذه الحركة في الولايات المتحدة باسم المحافظين أو المعادين.

## الأصل
كانت حركة معاداة حق اقتراع المرأة حركة مضادة للحركة الاجتماعية التي تدعم حق النساء في التصويت في مختلف البلدان. ومن ثم تُعد حركة معادية للجمهورية، تبنت دفاعًا ديموقراطيًا عن الوضع الراهن للنساء والرجال في المجتمع. لم تنل الحركة المعادية للإقتراع شعبية حتى بدأ الاقتراع النسوي بتحدي النظام الاجتماعي السائد.
بدأت دول العالم الغربي تجرب منح المرأة حق المساواة في التصويت أواسط القرن التاسع عشر. كانت المناطق الأبرز للحركات المؤيدة للاقتراع النسوي هي بريطانيا والولايات المتحدة، وكذلك وُجدت في العديد من البلدان الغربية. وظهرت أنشطة معاداة حق الاقتراع في العديد من البلدان في مواجهة الدعوات التي وُجهت إلى النساء للمشاركة في الاقتراع.

## أستراليا
وُجدت الحركة المعادية لحق الاقتراع في أستراليا في ثمانينيات وتسعينيات القرن التاسع عشر، مرتبطةً بالحزب المحافظ والاهتمام بالصناعة والقوى المعادية للاشتراكية. كان لوسائل الإعلام الأسترالية دور في حركة معاداة حق الاقتراع، ووُصفت النساء بأنهن ضعيفات وغير ذكيات وعاطفيات، ومرتبطات بأمور المنزل والأمور البسيطة.

## كندا
في أواخر القرن التاسع عشر، شارك الرجال والنساء معًا في الحوار حول حق النساء في الاقتراع. ونوقشت القضية في المجلس التشريعي سنة 1885، وبدأت دعوات معاداة حق الاقتراع بالظهور في الصحف في ذلك الوقت.

## بريطانيا
بدأت الحملات المنظمة ضد حق تصويت المرأة بجدية سنة 1905، حين تحولت حركة حق اقتراع المرأة لتصبح أكثر تنظيمًا. منحت معظم النساء العاديات الأولوية للأمور المنزلية والحياة العائلية على حساب العمل بأجر والنشاط السياسي ومسألة الاقتراع. تُظهر معظم الأدلة التاريخية أن النساء العاديات لا يمتلكن اهتمامًا كبيرًا بحق التصويت قبل الحرب العالمية الأولى، وحتى بعدما مُنحن حق التصويت.
تأسست في لندن في يوليو 1908 الرابطة النسائية الوطنية لمعاداة حق التصويت. كان أبرز أهدافها معارضة منح النساء حق التصويت في الانتخابات البرلمانية البريطانية، مع أنها دعمت مشاركتهن في انتخابات الحكومة المحلية. وتزامن ذلك مع ظهور حركات دعم حق التصويت للنساء.
قدمت الرابطة النسائية لمعاداة حق التصويت -التي نشرت أيضًا مراجعة حول معاداة حق التصويت- التماسًا إلى البرلمان سنة 1907 يحمل 87,500 توقيع، لكن رفضته لجنة الالتماسات التابعة للبرلمان بوصفه غير رسمي. واستخدمت مراجعة معاداة حق التصويت الخزي ذريعةً لمحاربة حركة التصويت.
نُشرت المقالات المناهضة لحق الاقتراع في جريدة ذا تايمزعامي 1906 و1907، وفي مجلة المُشاهد الأسبوعية في فبراير 1908. في أوائل عام 1907، أُعلن عن تأسيس الجمعية الوطنية للنساء ضد حق التصويت، ونُشرت الدعوة لعضوية اللجنة المنظمة المركزية. وأُعلن عن 30 اسمًا من الأسماء البارزة في مجال معاداة حق التصويت، إضافةً إلى عدد من الأعضاء. أقيم الاجتماع الأول للرابطة الوطنية للمرأة ضد حق التصويت في يوليو التالي، إذ انعقد في فندق وستمنستر بالاس برئاسة السيدة جيرسي. رُشح 17 شخصًا للجنة المركزية في هذا الاجتماع، وعُينت السيدة همفري وارد لرئاسة اللجنة الأدبية والسيدة جيرترود بيل نائبةً. وعضوية السيدات فريدريك هاريسون وفيوليت ماركهام وهيلير بيلو. وبياتريس تشامبرلين محررةً لمراجعة معاداة حق التصويت.
كان هدف الرابطة معارضة منح النساء الحق في الانتخاب البرلماني، مع أنها دعمت حقهن في التصويت في الانتخابات المحلية والبلدية، ونُشرت مراجعة معاداة حق التصويت منذ ديسمبر 1908 حتى 1918. إذ جمعت نحو 337 ألف توقيع على عريضة معاداة حق التصويت، وأنشأت أول فرع محلي لها في كينت. وأُنشئ أول فرع في لندن في جنوب كنسينغتون برعاية ماري، كونتيسة إيلشيستر. في مايو 1910، أٌنشئ فرع أسكتلندي يتبع الرابطة الوطنية الأسكتلندية لمعاداة حق التصويت. أصبح هناك 26 فرعًا في البلاد بحلول ديسمبر، وازداد العدد إلى 82 في أبريل 1909، ثم إلى 104 في يوليو 1910. وأُعلن تسجيل 2000 اشتراك بحلول ديسمبر 1908، لترتفع إلى 9000 في يوليو 1909.[بحاجة لمصدر]
سنة 1910 اتحدت المجموعة مع رابطة الرجال لمعارضة حق المرأة في التصويت، لتشكيل الرابطة الوطنية لمعارضة حق المرأة في التصويت، برئاسة اللورد كرومر والسيدة جيرسي نائبةً للرئيس. كان الاتحاد في الواقع بمثابة استحواذ، إذ أصبح اللورد كرومر رئيسًا للمنظمة الجديدة. ثم أصبح اللورد كرزون واللورد ويرديل رئيسين مشتركين سنة 1912. وضمت المنظمة نحو 15 ألف عضو بحلول عام 1914. وواصلت المنظمة أنشطتها، واستمر نشر مراجعة معاداة حق التصويت حتى 1918 حين شارف الأمر على الانتهاء بمنح المرأة حق التصويت.

### أسباب معارضة حق التصويت
كانت معارضة حق المرأة في التصويت ظاهرة متعددة الأوجه، وكان للنساء أنفسهن دور رئيسي. من أسباب ذلك اعتقادهن أن النساء مُساويات للرجال بالفعل دون الحاجة إلى حصولهن على حق التصويت، مع أنه كان من المتوقع أن تكون النساء مُساويات في المجالات المختلفة للرجال. أيضًا تخوف المعارضون من أساليب الحركات المناصرة لحقوق المرأة، اعتقادًا منهم أنها تناقض «جوهر الأنوثة الإنجليزية».
سعت العديد من الأمهات المصلحات إلى حماية المجالات المحددة للأمومة والتعليم والعمل الخيري والخدمة المدنية، إذ شعرن إن المرأة هي الفُضلى في الحفاظ على المجتمع البريطاني من طريق الخدمة الاجتماعية للمجتمع، لا بالتدخل في السياسة. وعَدَّت بعض النساء أنفسهن أقل قدرةً على المشاركة في الأمور السياسية، وأن ما تقوم به النساء -إذ يشاركن في الحياة السياسية- هو فقط تقليد الرجال، بدلًا من كونهن نساء حقيقيات. وخشي البعض من أن حق تصويت النساء سوف يُدخل من هُن غير مطلعات في اتخاذ القرارات التي تخص الأمور السياسية الهامة. وعَدَّ البعض أن حق التصويت للمرأة يمثل تهديدًا لقوتهم الإمبريالية، إذ سيجعل البريطانيين يبدون ضعفاء في نظر الأمم الأخرى الذكورية غالبًا. استخدم بعض مناصري حق المرأة في التصويت أساليب متشددة وعنيفة، تسعى لهدم صورة المرأة بوصفها شخص بريء، وهي الصورة التي كان المعادون لحق التصويت يسعون للحفاظ عليه. وقد استخدم معادو حق التصويت هذه الأساليب لإظهار المرأة غير قادرة عقليًا على قيادة الأمور السياسية، وأن كلا الجنسين لديهما نقاط قوة مختلفة.
وروجت الكاتبات لمعاداة حق التصويت بطرح أسئلة حول ما يجب أن تكون عليه المرأة المثالية.

## أيرلندا
ظهرت الحركات المناصرة لحق تصويت النساء في أيرلندا منذ سبعينيات القرن التاسع عشر. وظهرت الحملات المناهضة بتنظيم عال، وأصبحت معاداة حق التصويت أكثر تشددًا في أيرلندا. نشأ الفرع الأيرلندي للرابطة الوطنية لمعاداة حق المرأة في التصويت سنة 1909 في دبلن. وقد عارض حق التصويت في بريطانيا أيضًا.

## شخصيات بارزة
- كاثارين بيتشر
- هيلاير بيلو
- غيرترود بيل
- إميلي بيسل
- أليس ستون بلاكويل
- مادلين فنتون دالغرين
- جانيت ليونارد غيلدر
- إيما جولدمان
- سارة جوزيفا هيل
- هيلين كندريك جونسون
- أديلين كناب
- إيليزا لين لينتون
- آني ناثان ماير
- إيدا تاربيل
- ماري أوغوستا وارد